# アル・カーイム

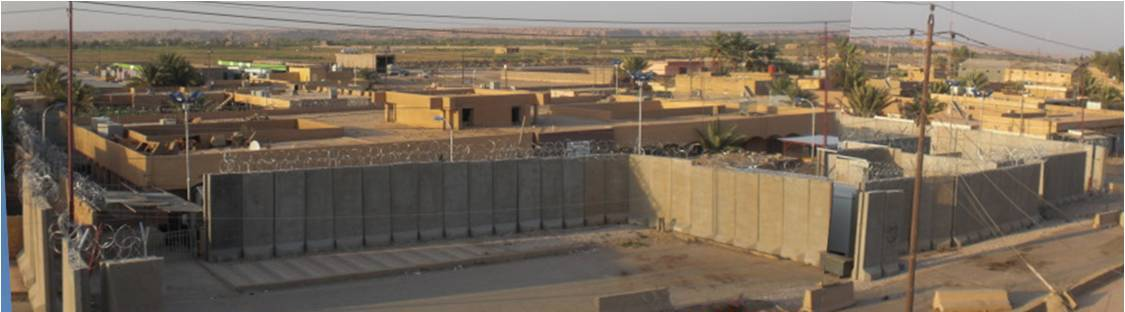
2009年のアル・カーイム

アル・カーイム(Al-Qā'im、アラビア語: القائم)は、イラク西部のアンバール県北部のアル・カーイム郡の郡都。
首都バグダードから約400km北西に位置し、市内にはユーフラテス川が流れる。
シリアとの国境に接し、シリア側のアブ・カマルとアル・カーイムを結ぶ道は中東の主要道である。
2015年7月1日の人口は7万1800人で、アンバール県ではファルージャとラマーディーに次いで3番目に大きい。

## 歴史
20世紀初頭のアル・カーイムにはキャラバンサライ(隊商宿)や警察署が有ったが、村は無かった。
1976年1月、ベルギーの建設会社が化学工場を建てた。
1982年までは、近郊のアカーシャート鉱山で採掘されたリンを加工していた。
1984年 - 1990年、ウランの精製工場が有った。

### イラク戦争
2003年にアメリカがイラク戦争を始めると、アル・カーイムは近隣のアメリカ軍のGannon基地への襲撃の拠点になった。
アメリカ軍はここを外国人兵士の入国拠点で戦略的に重要だと考え、2週間をかけて全ての建物から反乱軍を見つけ出す等、多くの労力をかけた。
2005年4月7日、反乱軍が占領し、警察やアメリカ軍側のイラク兵は追放された。
5月8日、アメリカ軍はマタドール作戦を発動し、激しい抵抗に遭ったものの奪還した。
その後再び反乱軍に奪還され、イスラーム法による統治が行われた。

### ISIL/ISISの占領と解放
2014年8月、ISILに占領された。
11月8日、連合軍の空爆によってアブー・バクル・アル＝バグダーディーが負傷した。
2016年12月7日、イラク軍の空爆によってISISの兵士を含む100人が殺害された。
2017年11月3日、イラク政府軍はアル・カーイムを奪還し、ISISは追放された。